# Гексафлуорцирконат амонію
Гексафлуорцирконат амонію є складною неорганічною сполукою азоту, водню, флуору та цирконію з хімічною формулою (NH4)2ZrF6.

## Використання
Гексафлуорцирконат амонію використовують для антикорозійної обробки металів; він утворює ультратонкий металевий порошок шляхом термічного розкладання. Він також використовується як добавка до матеріалів для відбитків зубів.